# Gumgeri, Kushtagi
Gumgeri là một làng thuộc tehsil Kushtagi, huyện Koppal, bang Karnataka, Ấn Độ.